# Dendrelaphis punctulatus
Dendrelaphis punctulatus е вид змия от семейство Смокообразни (Colubridae). Видът не е застрашен от изчезване.

## Разпространение и местообитание
Разпространен е в Австралия (Западна Австралия, Куинсланд, Нов Южен Уелс и Северна територия) и Папуа Нова Гвинея.
Обитава гористи местности, пустинни области, крайбрежия и плажове. Среща се на надморска височина от 88,8 до 525,3 m.